# Inácio Francisco de Araújo Porto Alegre
Inácio Francisco de Araújo Porto Alegre (Rio de Janeiro, 1854 o 1855 - Ibídem, 16 d'octubre de 1900) fou un compositor i musicòleg brasiler.
Es va traslladar a Portugal amb el seu pare, el cònsol general del Brasil en 1859 i va fer els seus estudis a Berlín, Dresden i Florència, i després a Lisboa, i el 1888 va establir-se a Rio de Janeiro on fou nomenat organista de la capella imperial del Brasil i professor del Conservatori de Rio de Janeiro. Publicà nombrosos articles de crítica en la Gazeta musical, de la que va ser redactor en cap els seus primers cinc números, així com un Diccionario de música, deixant sense acabar una Història de la música religiosa. Va compondre una Missa a gran orquestra, cors i col·leccions de solfeig.